# اوبلوچیه
شهر اوبلوچیه (به روسی: Облучье) در کشور روسیه و در اوبلاست خودمختار یهودی واقع شده‌است.